# Algimantas Butnorius
Algimantas Butnorius ou Butnoris est un joueur d'échecs lituanien né le 20 février 1946 à Kaunas et mort dans sa ville natale le 30 octobre 2017. 
Dix fois champion de Lituanie de 1967 à 1993, il a remporté le championnat du monde d'échecs senior en 2007, obtenant ainsi le titre de grand maître international. Il était affilié à la fédération monégasque d'échecs depuis 2014 et avait le titre de maître international du jeu d'échecs par correspondance.
Il a représenté la Lituanie lors des olympiades d'échecs de 2000, 2004 et 2006 et des championnats d'Europe par équipe de 1999 et 2003.